# Překážky v jezdeckém sportu
Jezdecký sport je rozšířen po celém světě a existují mnohá odvětví. Nezanedbatelná část z nich je zaměřena na překonávání překážek ať už se jedná o dostihové závody či o klasický parkur. V následujících kapitolách se zaměříme na jednotlivé typy překážek v daných jezdeckých odvětvích.

## Parkur
Cílem parkurového skákání je překonání překážek v daném pořadí za co nejkratší čas a s co nejnižším počtem trestných bodů

### Definice základních pojmů

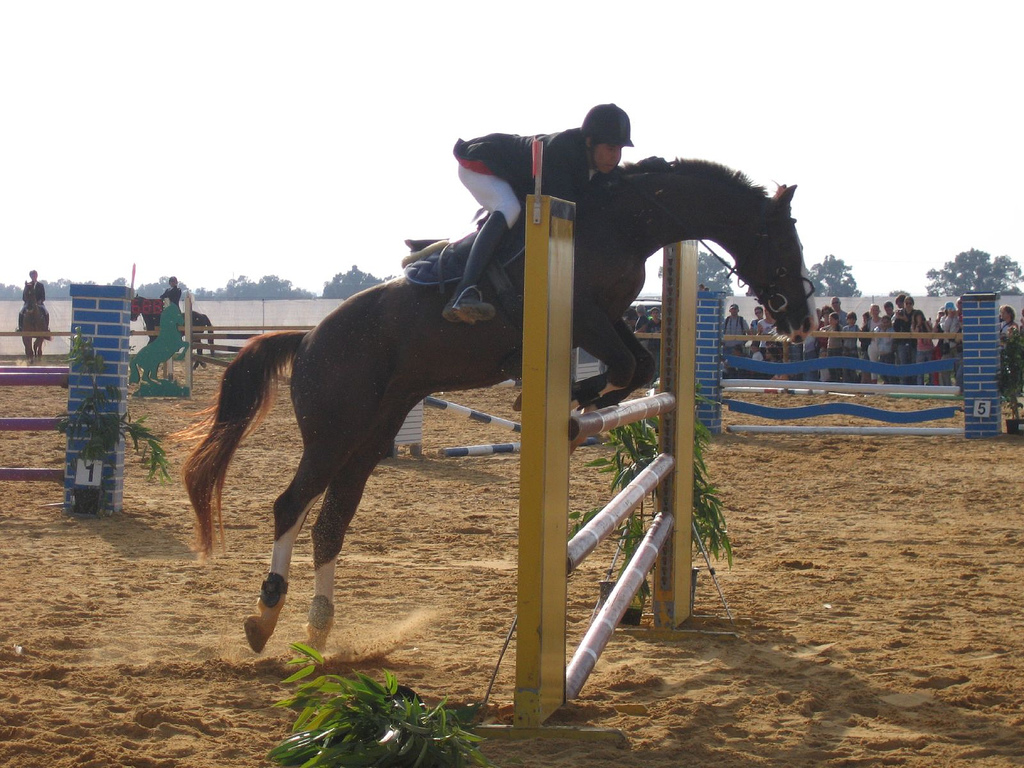
Kolmý skok

#### Skok
Sada stojanů a bariér (klád) či jiných elementů - profily (plůtky, vlnky apod.) tvořících jeden kompaktní prvek, přes který kůň skáče. Počet skoků parkuru se rovná počtu jednotlivých prvků, které musí kůň překonat.

#### Kombinace
Dva nebo více skoků postavených do řady za sebou mezi kterými je nula až dva cvalové skoky. Kombinace se všemi skoky je považována za jednu překážku. Pokud jezdec zastaví u libovolného skoku kombinace, musí kombinaci znovu překonat jako jeden celek (tedy všechny skoky dané kombinace)

#### Překážka
Jeden, nebo v případě parkurových kombinací (dvojskok, trojskok) více skoků, postavených do tratě parkuru. Počet překážek se rovná počtu samostatných skoků plus počet kombinací. 

#### Distance
Dvě překážky postavené na rovné linii nebo do oblouku, u kterých je přesně naměřená vzdálenost (a tím udaný počet cvalových skoků). Vzdálenost mezi skoky určuje stavitel parkuru (musí být větší než dva cvalové skoky, na tři cvalové skoky se staví jen velmi výjimečně). Distance se může skládat jak se samostatných skoků, tak ze skoku a kombinace. Každá překážka v distanci je počítána samostatně. Pokud jezdec zastaví u libovolné překážky distance, znovu překonává jen překážku u které zastavil.

### Výškové skoky

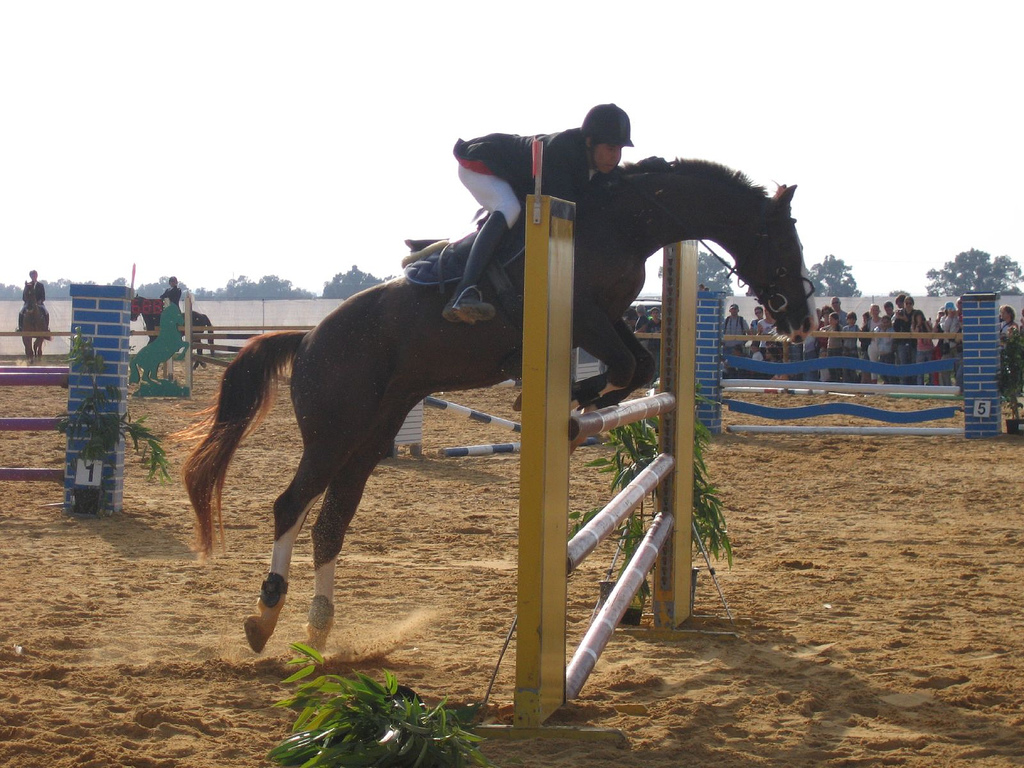
Kolmý skok

#### Bariéra
Kláda umístěná v hácích na stojanech tvořící skok přes který kůň skáče. Bariéra může též ležet na zemi a částečně nahrazovat kavaletu, nebo diktovat koni místo odskoku či doskoku. Z jednotlivých bariér se skládají skoky, popřípadě jsou umístěny samostatně na zemi či v řadách.

#### Kavaleta
Kavaletou se rozumí bariéra (kláda) umístěná do nízkého křížku nebo jiného podstavce tak, aby neležela přímo na zemi. V žádném případě nelze kavaletou nazývat kládu ležící přímo na zemi - v takovém případě je nutné použít označení bariéra. (této chybné slovní záměny se často dopouští jezdci i trenéři). Křížek nebo podstavec umožňuje nastavení různé výšky bariéry od země a zároveň fixuje bariéru na správném místě i v případě lehkého kontaktu s nohou koně, což je zásadní rozdíl mezi bariérou a kavaletou.

#### Křížek
Křížek je výškový skok skládající se ze dvou stojanů a dvou překřížených bariér.

#### Kolmý skok (lidově též "kolmák", anglicky vertical)
Skok skládající se ze dvou stojanů a několika bariér. Je to jedna z nejčastěji užívaných překážek při parkurovém skákání.

#### Branka
Branka je výškový skok, ohraničený dvěma obdélníkovými stojany. Nájezd na tuto překážku je náročný z důvodu zmenšeného prostoru mezi stojany.

#### Žolík
Jedná se o nejtěžší překážku z parkuru, kterou jezdec není povinen překonat. Bývá o stupeň vyšší, než je úroveň daného parkuru. Zároveň bývá odlišena vzhledem a označena cedulkou na stojanu, která znázorňuje žolíka. Za překonání závodní dvojice získává dvojnásobný počet bodů než za překonání poslední povinné překážky. Obtížnost může být zvýšena jak výškou překážky, tak jejím umístěním  (obtížný nájezd) nebo jejím tvarem / vzhledem.Li

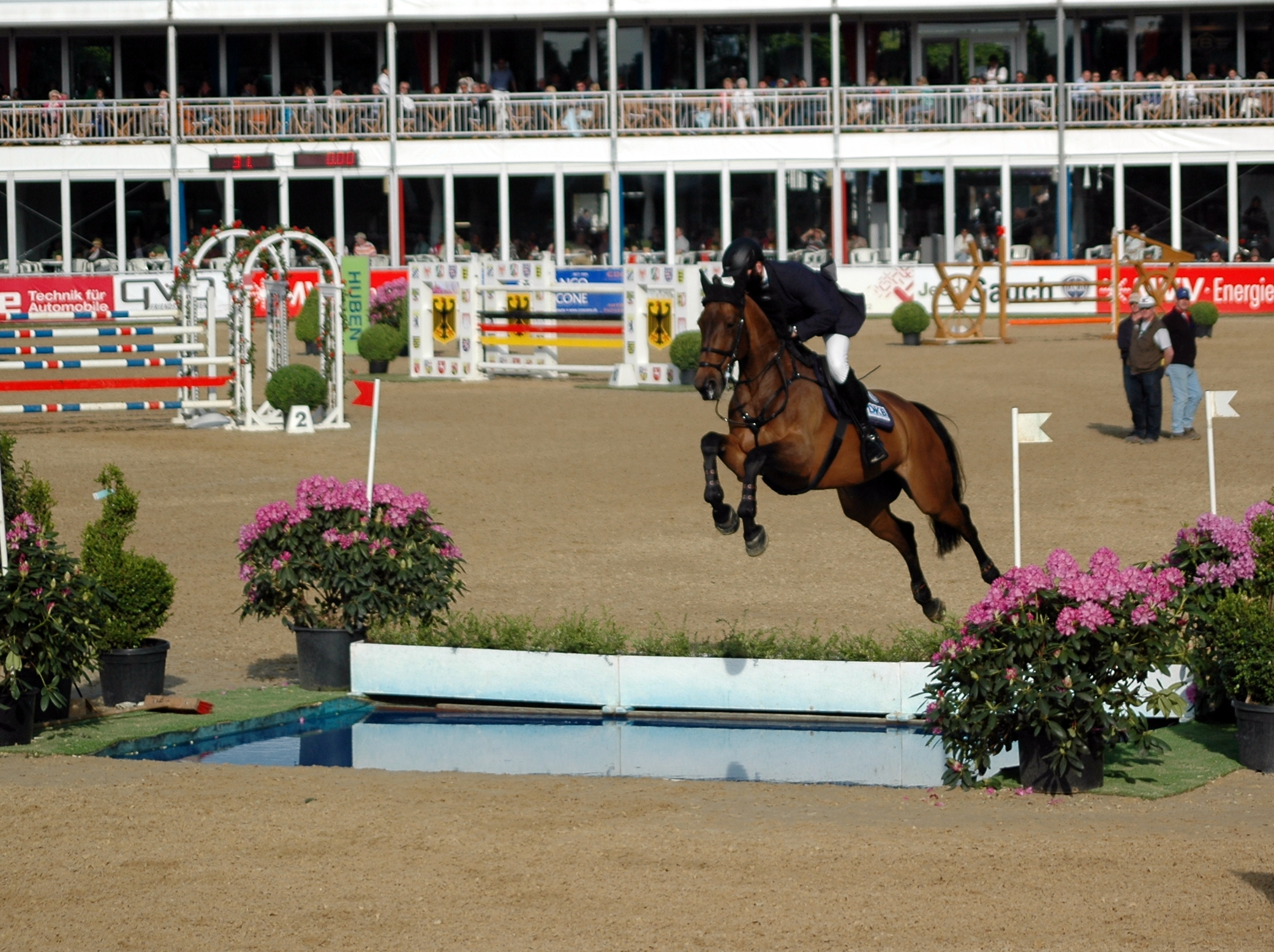
Vodní příkop

### Speciální skoky

#### Vodní příkop
Je ohraničená vodní plocha v moderním parkuru často tvořena gumovým či plastovým prvkem zahrabaným do povrchu kolbiště. V doskokové části se nachází bílý pruh, který značí konec vodního příkopu a kůň na něj nesmí došlápnout. Jedná se o šířkový skok

#### Liverpool
Liverpool je vodní příkop, bazének či jiný prvek zadržující vodu pod skokem (liverpool musí obsahovat vodu), nad kterým je umístěna bariéra (kolmý skok nebo oxer). Dle šířky vodní plochy pod skokem a typu skoku se jedná buď o výškový, nebo výškovo-šířkový skok.

#### Traken
Traken je suchý příkop nad kterým je umístěna bariéra (kolmý skok nebo oxer). Dle šířky vodní plochy pod skokem a typu skoku se jedná buď o výškový, nebo výškovo-šířkový skok.

### Výško-šířkové skoky

#### Oxer
Oxer je výško-šířkový skok skládající se obvykle ze dvou kolmých skoků postavených v těsné blízkosti za sebou, průčelí nájezdové strany obsahuje zpravidla více vodorovných bariér či jiných prvků (profilů), na zadní straně pouze jednu bariéru umístěnou do bezpečnostních háků. Oba kolmé skoky jsou stejně vysoké.

#### Dvojbradlí (double bar)
Dvojbradlí je velmi podobné oxeru. Jedná se také o výško-šířkový skok. Od oxeru se však liší výškou prvního a druhého kolmého skoku, první může být nižší. (nikdy nesmí být níže zadní bariéra)s

#### Trojbradlí (triple bar)

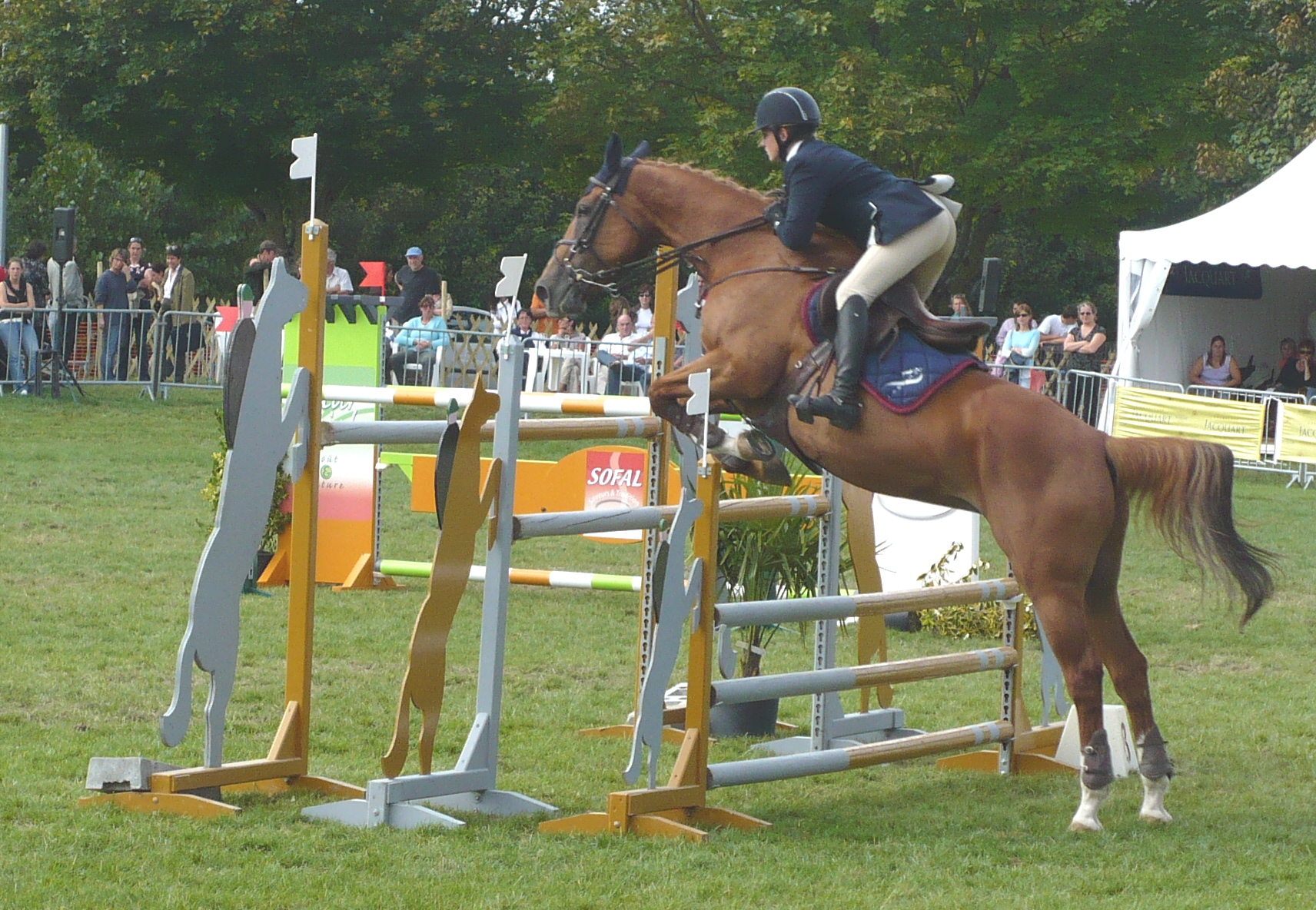
Trojbradlí

Trojbradlí vypadá podobně jako dvojbradlí, je však rozšířeno ještě o jeden kolmý skok. Skok připomíná schody, kdy první kolmý skok je nejnižší a následující dva se vždy zvyšují. Třetí kolmý skok je tudíž nejvyšší. Variantou k trojbradlí může být tzv. kozí hřbet, který je taktéž tvořena ze tří kolmých skoků v těsné blízkosti. Jediný rozdíl je ve výšce třetího kolmého skoku, který je ve stejné výšce jako první (druhý kolmý skok se stává nejvyšším.

#### Zeď
Jedná se o výško-šířkový skok postavený z dřevěných bloků umístěných na sebe..

#### Vějíř
Vějíř je výško-šířkový skok, který je z jedné strany tvořena jedním stojanem ze kterého vycházejí tři bariéry. Každá bariéra má na druhém konci svůj vlastní stojan. Skok je zakřiven do oblouku.

### Kombinace

#### In-out
Jedná se o minimálně dva skoky v řadě, mezi nimiž není ponechán prostor ani pro jeden cvalový skok.

#### Dvojskok

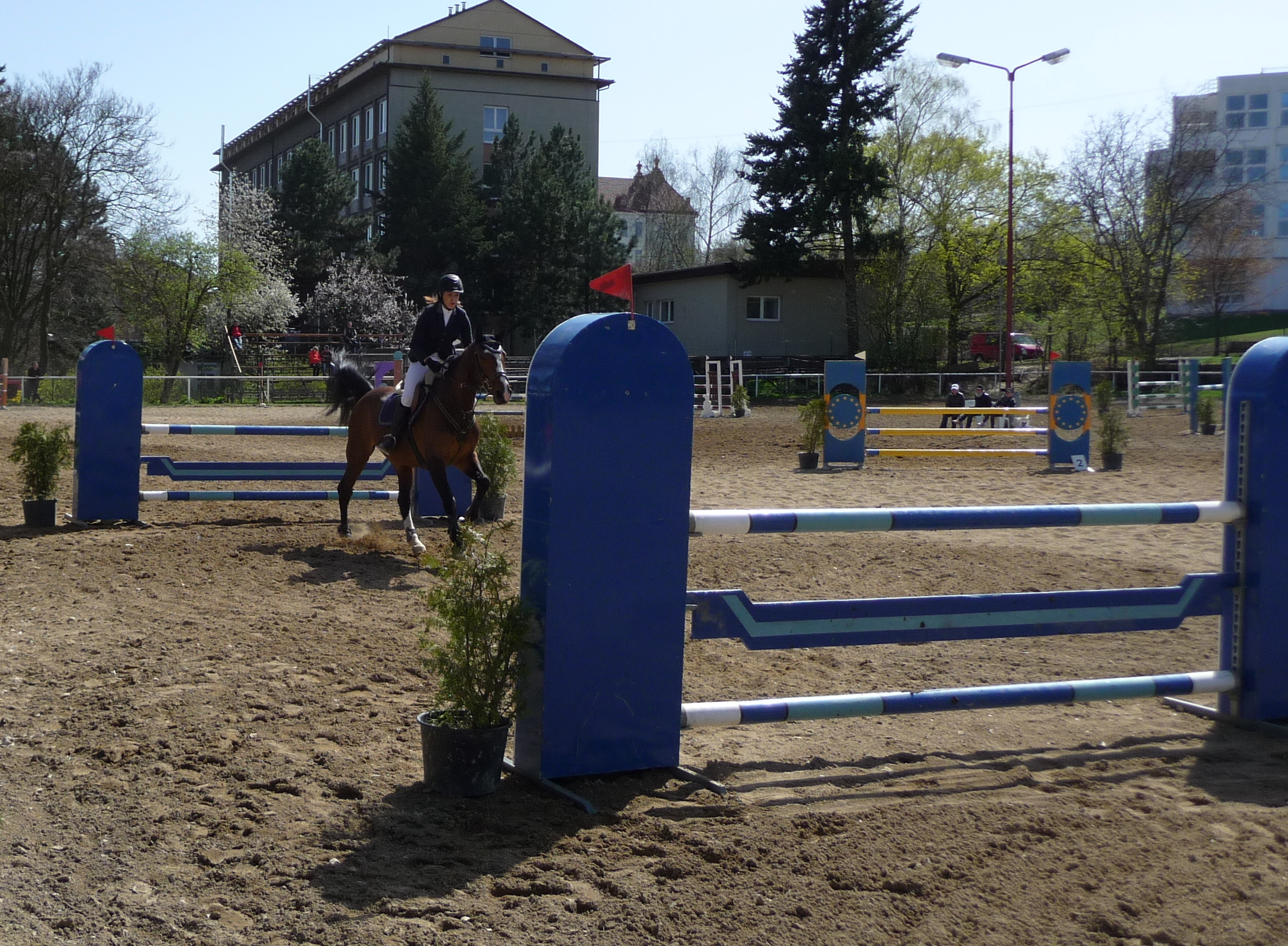
Distance

Dvojskok tvoří dva libovolné skoky, mezi kterými je ponecháno místo  na jeden nebo dva cvalově skoky. Oba skoky ve dvojskoku jsou v závodech počítány jako jedna Překážka. V  plánku parkuru jsou vždy značeny písmeny a, b (např. 8a, 8b).

#### Trojskok
U trojskoku platí stejná pravidla jako u dvojskoku. Je ale tvořen třemi libovolnými skoky, mezi nimiž je taktéž jeden nebo dva cvalové skoky. V  plánku parkuru jsou vždy značeny písmeny a, b, c (např. 10a, 10b a 10c). Mezi skoky A a B může být jiný počet cvalových skoků, než mezi skoky B a C.

## Steeplechase
Steeplechase je druh dostihu, ve kterém se musí kůň s jezdcem na rozdíl od normálního dostihu soustředit též na překonávání různých přírodních překážek rozmístěných na závodní trati.

### Živý plot
Živý plot tvoří zastřižené keře, před nimiž se nachází dobře viditelný bílý plůtek.

### Živý plot s příkopem

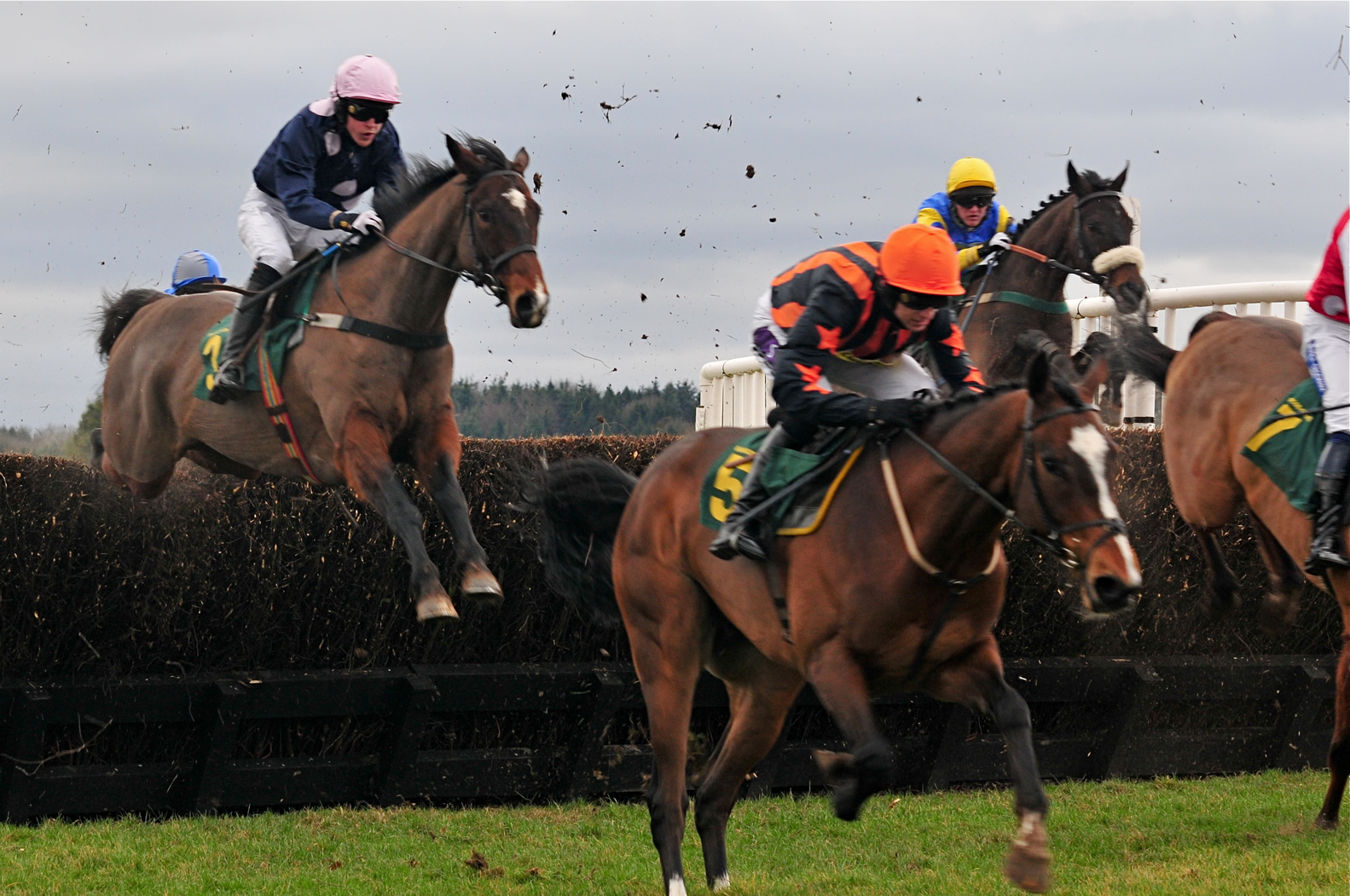
Živý plot

Tato překážka vypadá jako živý plot. Místo doskoku je oproti odskokové části snížena (cca o 50 cm).

### Vodní příkop
V dostizích steeplechase se můžeme setkat se dvěma variacemi vodního příkopu. Jedná se o malý vodní příkop a velký vodní příkop, které se liší pouze šířkou. Vzhledem připomíná plastový bazén v zemi.

### Irská lavice
Jedná se o uměle vytvořený hliněný val. Kůň s jezdcem musí překonat prudké stoupání a následně okamžité klesání.

### Zahrádky
Jedná se o distanci (viz parkurové překážky) tvořenou dvěma živými ploty.

### Francouzský skok
Francouzský skok je tvořen dvěma živými ploty. Mezi nimi je příkop. Oba živé ploty i s příkopem musí dvojice překonat jedním skokem.

### Anglický skok
Překonání anglického skoku začíná plotem. Těsně za plotem následuje příkop a překážka je zakončena živým plotem.

### Drop

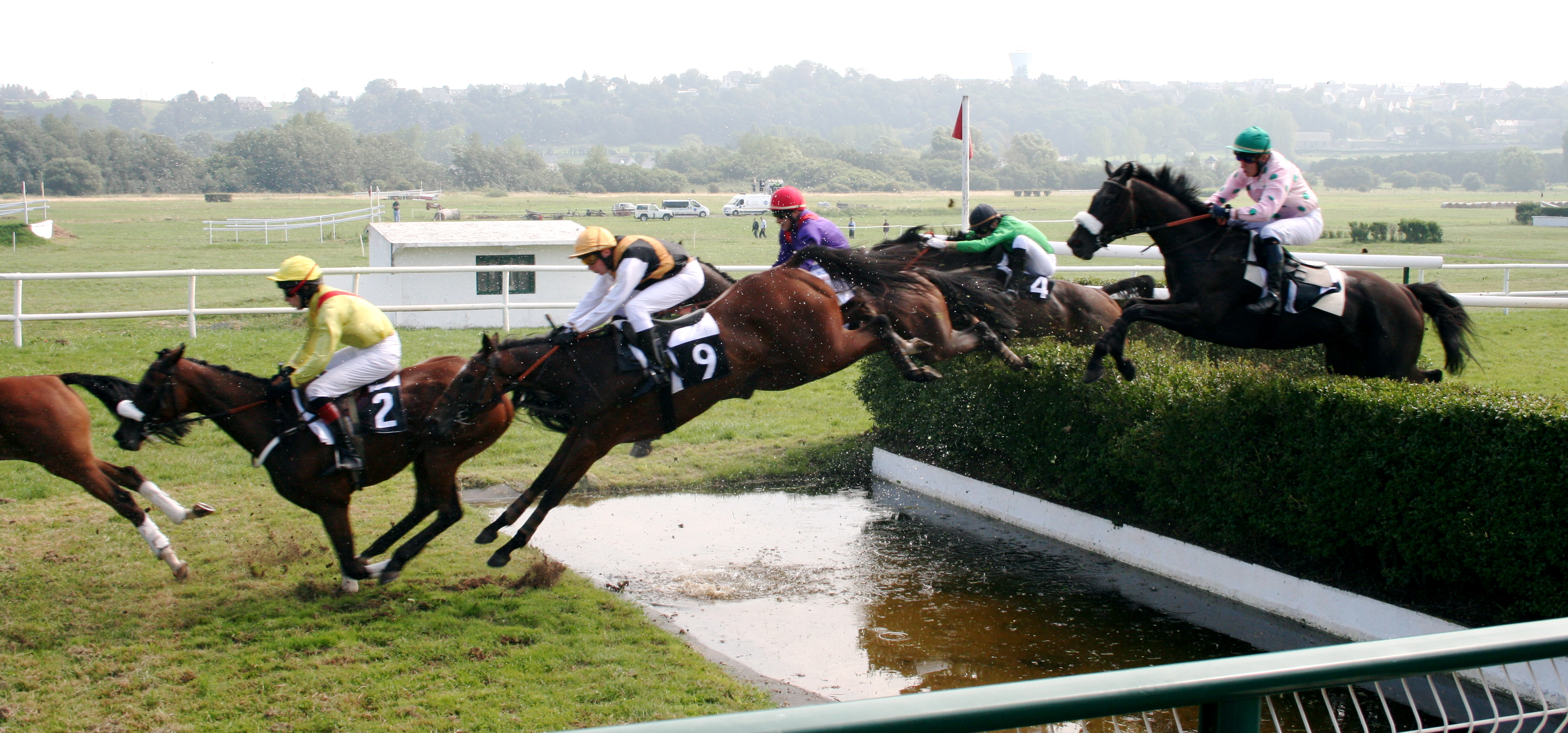
Vodní příkop

Jedná se o náhlý pokles terénu.

### Kamenná zeď
Zeď tvoří kamenná zídka spolu s odskokovou lištou. Ta je umístěna před samotnou zdí a kůň musí odskočit před ní.

### Suchý příkop
Jedná se o hluboký žlab v zemi. Začátek příkopu je viditelně označen.

### Steeplechase skok
Jedná se o nejčastější skok v celém závodě. Tento skok tvoří živý plot, před kterým se nachází dřevěný plot.

### Bullfinch
Jsou to živé ploty vysoké až dva a půl metru, kterými kůň musí z větší části proskočit.

## Cross-Country
Jedná se o závodní disciplínu, která prověřuje schopnost koně i jezdce překonávat přírodní překážky v náročném terénu. Vzhledem k tomu, že k výrobě překážek jsou používány přírodní materiály, tak každá překážka je originální. Existují pouze dané parametry, podle kterých se pořadatel při výrobě překážek řídí.

### Arrowhead

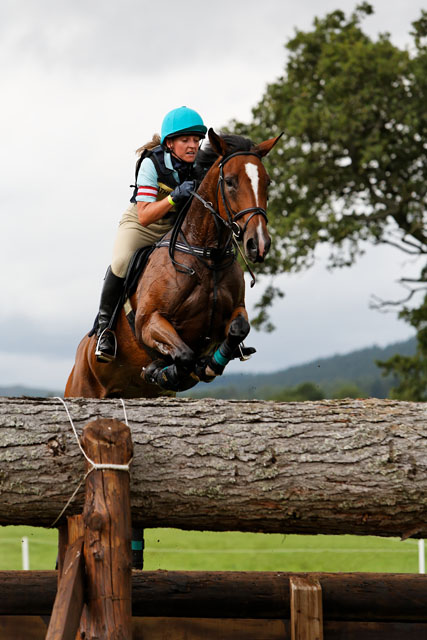
Kmen

Dřevěná překážka trojúhelníkového tvaru, kterou kůň přeskakuje v nejširším místě.

### Živý plot
Živý plot tvoří zastřižené keře, mají podobný vzhled jako živé ploty ve Steeplechase.

### Kmen
Využívány jsou položené široké kmeny očištěné od větví.

### Cross Country Bank
Překážka připomínající široké schodiště. Překážku lze využívat v obou směrech (nahoru a dolu), v případě, že je překážka užita směrem dolu, můžeme použít také výraz Drop.

### Bullfinch
Tento skok se skládá z pevného základu a živého plotu. Kůň tímto skokem proskakuje.

### Špice
Jedná se o překážku, kde si jezdec může vybrat směr, kterým tuto překážku překoná.

### Příkop
Jedná se o přírodní nerovnost v terénu. Může být různě dlouhý a hluboký. Též za ním může následovat například živý plot.

### Ploty

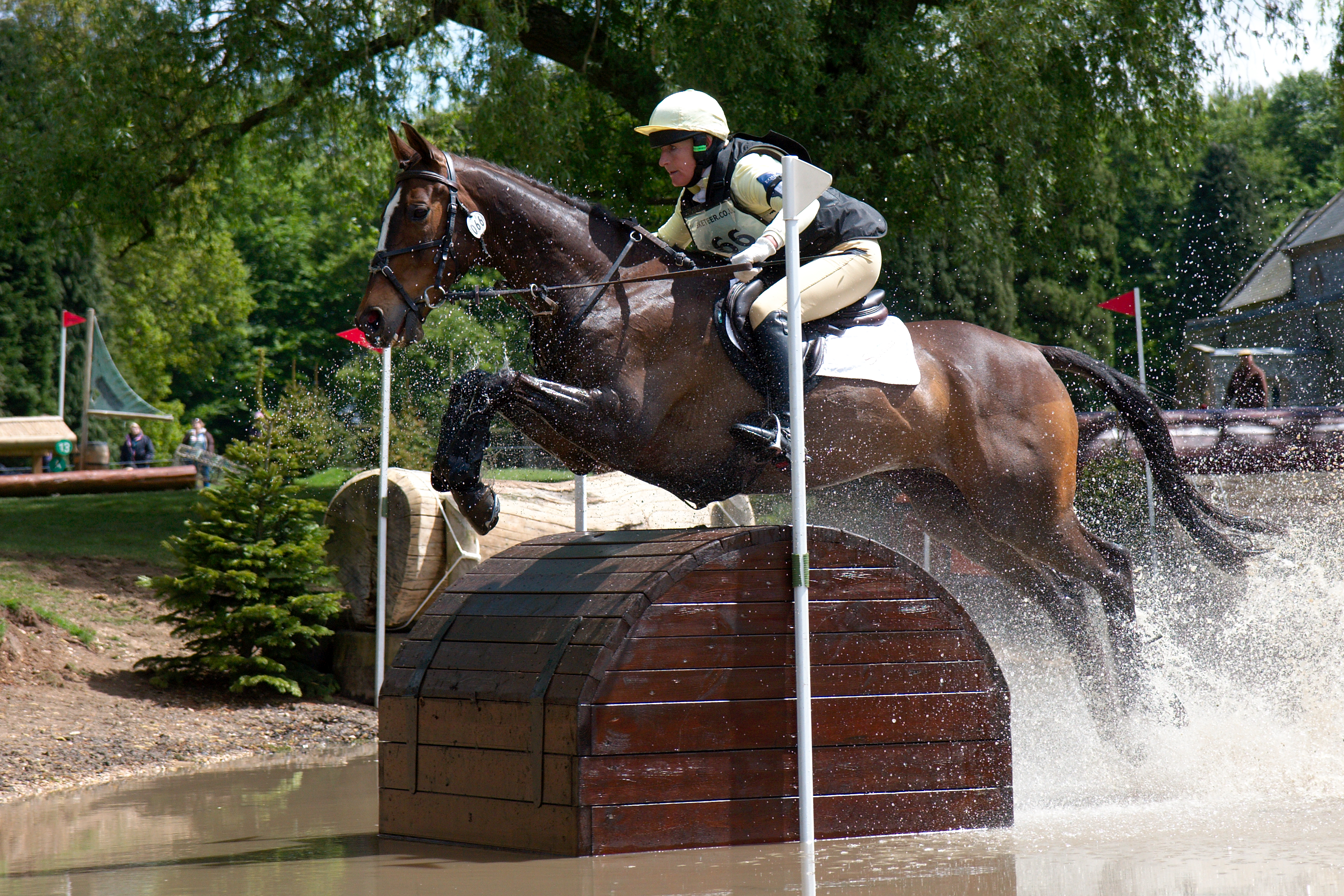
Vodní překážka

Překážka skládající se z jednotlivých klád, může tvořit kolmé skoky, oxery, trojbradlí (viz Parkur).

### Roll Top
Dřevěná překážka vzhledem připomínající podélně rozpůlené kavalety.

### Trakehner
Jedná se o příkop nad kterým se nachází vyvýšená kláda.

### Vodní překážky
Jedná se buď o klasický vodní příkop, nebo o vodní plochu, kterou kůň probíhá. Mohou se vyskytovat také typy vodních překážek, kdy kůň s jezdcem opakovaně seskakuje do vody a vyskakuje nebo překonává překážky přímo ve vodě.

### Distance
Distanci tvoří několik překážek za sebou v bližší vzdálenosti, než je obvyklé.